# Team N 3rd Stage「天使在這裡」
Team N 3rd Stage「天使在這裡」（日语：チームN 3rd Stage「ここにだって天使はいる」）是NMB48 Team N的第3场剧场公演，也是组合第一台原创公演。。

## 概要
当初、Team N的新公演本来预定于2012年5月就将开始演出，但是因为乐曲没有完成而不得不推迟。之后，2013年8月23日在東京巨蛋举行的演唱会「AKB48 2013盛夏的巨蛋巡回〜还有许多 不得不做的事情〜」（AKB48 2013年真夏のドームツアー～まだまだ、やらなきゃいけないことがある～）中发布了新公演的标题及开始时间，而且将目标定为“献上最棒的公演”（最高の公演を行うため）因此又稍有延期。而后，在大阪举行的《大葱鸭们》（カモネギックス）单曲握手会上正式发表公演首场演出日期为「11月19日」，为表明按时开始演出的决心，运营方面也开始了公演的票务预订工作。林林总总，Team N新公演的初日公演经过5次时间延迟，在第一次确定日期的1年半之后终于得以呈现。
初日公演上在观众席上就坐的有制作人秋元康与AKB48 Group总监督高橋南（高橋みなみ），公演结束后粉丝也向成员们表达了敬意。

## 公演内容

### 曲目
1. 《overture（NMB48版）》
（作曲、编曲：尾澤拓实（日语：尾澤拓実）　歌：TAZ）
NMB48全部公演均以此开始。
2. 《从蓝色月亮看去》（青い月が見てるから）
（作词：秋元康、作曲：新隼人、編曲：野中MASA雄一（日语：野中"まさ"雄一））
3. 《Radio name》
（作词：秋元康、作曲：Hizashi（ヒザシ）、編曲：増田武史（日语：増田武史））
4. 《天使在这里》（ここにだって天使はいる）
（作词：秋元康、作曲：小川耕太（日语：小川コータ）、編曲：原田Nao（原田ナオ））
5. 《看到卡特兰花所想到的》（カトレアの花を見るたび思い出す）
（作词：秋元康、作曲：佐佐倉有吾（日语：佐佐倉有吾）、編曲：佐佐木裕）
6. 《梦之dead body》（夢のdead body）
（作词：秋元康、作曲：吉田敬子、編曲：野中MASA雄一）
7. 《无论多少次都要命中》（何度も狙え!）
（作词：秋元康、作曲：佐佐木裕、編曲：武藤星児（日语：武藤星児））
8. 《新的拖鞋》（おNEWの上履き）
（作词：秋元康、作曲：村井大、編曲：若田部誠）
9. 《在世界被雪淹没之前》（この世界が雪の中に埋もれる前に）
（作词：秋元康、作曲：吉木絵里子（日语：吉木絵里子）、編曲：Funta（日语：Funta7））
10. 《拉链》（ジッパー）
（作词：秋元康、作曲、編曲：板垣祐介（日语：板垣祐介））
11. 《第一颗星星》（初めての星）
（作词：秋元康、作曲：小網準、編曲：生田真心（日语：生田真心））
12. 《即使100年前》（100年先でも）
（作词：秋元康、作曲：森英治（日语：森英治）、編曲：楊慶豪）
13. 《不适合丝带》（リボンなんて似合わない）
（作词：秋元康、作曲：you-me、編曲：板垣祐介）
14. 《德加与芭蕾舞者》（ドガとバレリーナ）
（作词：秋元康、作曲：川浦正大、編曲：光田健一）

安可歌曲
1. 《热情高速路！》（情熱ハイウェイ!）
（作词：秋元康、作曲：早川暁雄、編曲：野中MASA雄一）
2. 《稍苦涩的人生探讨》（少し苦い人生相談）
（作词：秋元康、作曲、編曲：前口渉（日语：前口渉））
3. 《在不毛之地盛开…》（不毛の土地を満開に…）
（作词：秋元康、作曲：Bugbear（バグベア）、編曲：佐佐木裕）
4. NMB48歌曲串烧
  1. 《大蔥鴨們》（カモネギックス）
（作詞：秋元康 作曲、編曲：井上义正（日语：井上ヨシマサ））
  2. 《海岸邊最可愛的女孩！》（ナギイチ）
（作詞：秋元康 作曲： 編曲：生田真心）
  3. 《北川謙二》（北川謙二）
（作詞：秋元康 作曲：田中俊亮 編曲：野中MASA雄一（日语：野中“まさ”雄一））
  4. 《青春的单圈时间》（青春のラップタイム）
（作詞：秋元康、作曲：川浦正大 編曲：野中MASA雄一）

### 关于演出
- 《梦之dead body》中山本彩使用电吉他弹唱[1]。这也是48Group内首支自弹自唱的独唱曲目。
- 《拉链》中，渡边、吉田、上西三人在演出时脱去了外层的服装[1]。
- 《德加与芭蕾舞者》中负责芭蕾舞的主要是門脇[1]。

## NMB48 Team N 3rd Stage「天使在這裡」公演
- 公演时间：2013年11月19日[4] - 2014年4月16日
- 演出成员
  - 市川美織、小笠原茉由、門脇佳奈子、岸野里香、木下春奈、古賀成美、小谷里步、近藤里奈、上西惠、白間美瑠、西村愛華、林萌萌香、山口夕輝、山本彩、吉田朱里、渡边美優紀

- 分組曲負責成员（「☆」表示中心位置）
  -     - 《梦之dead body》：山本彩
    - 《无论多少次都要命中》：☆小笠原、門脇、木下春、小谷、林
    - 《新的拖鞋》：☆市川、近藤、白間
    - 《在世界被雪淹没之前》：☆岸野、古賀、☆西村、山口
    - 《拉链》：上西、☆渡辺、吉田
    - 《第一颗星星》：市川、小笠原、上西、白間、山本彩、吉田、渡边
    - 《即使100年前》：市川、小笠原、門脇、木下春、小谷、近藤、上西、白間、山本彩、吉田、渡边

### 2014年組閣体制
- 公演时间：2014年4月30日 - 2016年12月19日
- 演出成员
  - 太田夢莉、柏木由紀、加藤夕夏、岸野里香、河野早紀、古賀成美、小谷里歩、上西恵、西村愛華、村重杏奈、室加奈子、山岸奈津美、山口夕輝、山本彩、與儀凯拉（與儀ケイラ）、吉田朱里

- 分組曲負責成员（「☆」表示中心位置）
  -     - 《梦之dead body》：山本彩
    - 《无论多少次都要命中》：河野、☆小谷、☆村重、室、與儀
    - 《新的拖鞋》：太田、☆加藤、山岸
    - 《在世界被雪淹没之前》：☆岸野、古賀、☆西村、山口
    - 《拉链》：☆柏木、上西、吉田
    - 《第一颗星星》：柏木、加藤、上西、村重、山本彩、與儀、吉田
    - 《即使100年前》：太田、柏木、加藤、上西、小谷、村重、室、山岸、山本彩、與儀、吉田

## NMB48 嘉德丽雅组「天使在這裡」公演
- 公演时间：2017年6月27日[5] - 2019年2月26日[6]
- 演出成员
  - 安藤愛璃菜、磯佳奈江、岩田桃夏、植村梓、梅山恋和、小嶋花梨、清水里香、上西怜、須藤凜凜花、武井紗良、内木志、中川美音、堀詩音、本郷柚巴、水田詩織、溝川実来、安田桃寧、山田寿寿、山本彩加

- 初日公演分組曲負責成员
  -     - 《梦之dead body》：安田
    - 《无论多少次都要命中》：中川、武井、溝川、磯、安藤
    - 《新的拖鞋》：山田寿、堀、上西怜
    - 《在世界被雪淹没之前》：山本彩加、小嶋、本郷、清水
    - 《拉链》：植村、内木、須藤